# Eric Gravatt
Eric Gravatt (...) è un batterista statunitense.
Grande batterista jazz vicino all'area più free del progressive, ha suonato nelle prime formazioni dei Weather Report, al suo attivo gli album Sweetnighter, I Sing the Body Electric e il meraviglioso Live in Japan del 1972. Il suo stile all'epoca modernissimo basato sulle sonorità più acute dello strumento caratterizzato da uno swing eccezionale; stile poi ripreso dai più grandi batteristi degli anni settanta, recentemente dopo essere stato lontano dalla musica per circa 20 anni, facendo la guardia carceraria,  è riapparso nelle nuove formazioni del grande pianista McCoy Tyner.